# Історія Гватемали

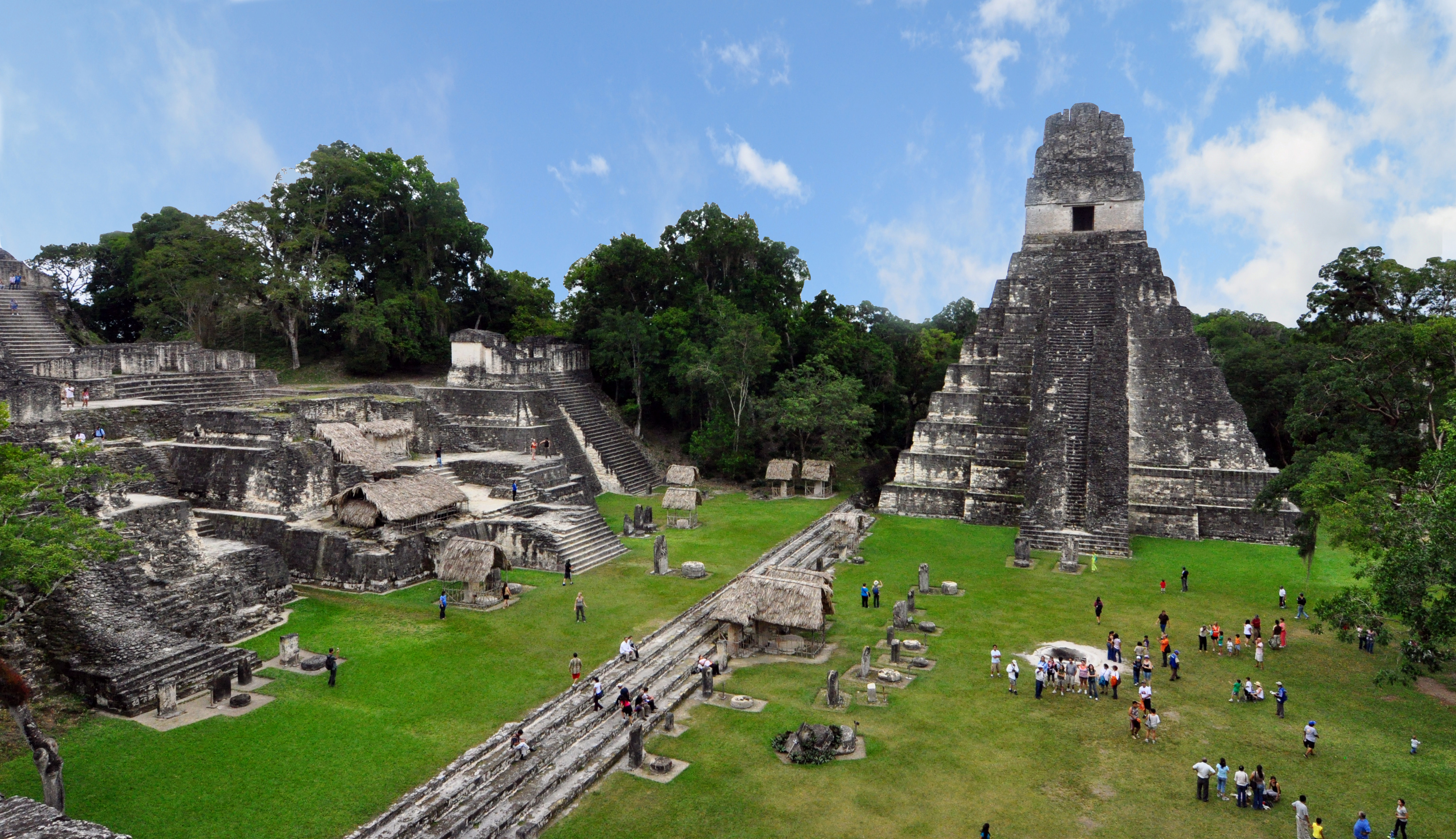
Тікаль — стародавнє місто мая, розташоване у департаменті Ель-Петен

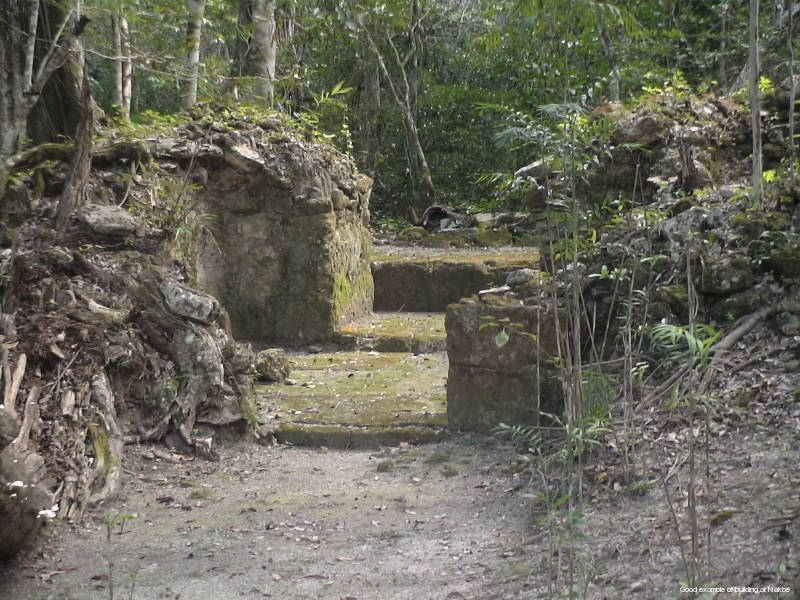
Nakbé, Mid Preclassic palace remains, Mirador Basin, Petén, Guatemala

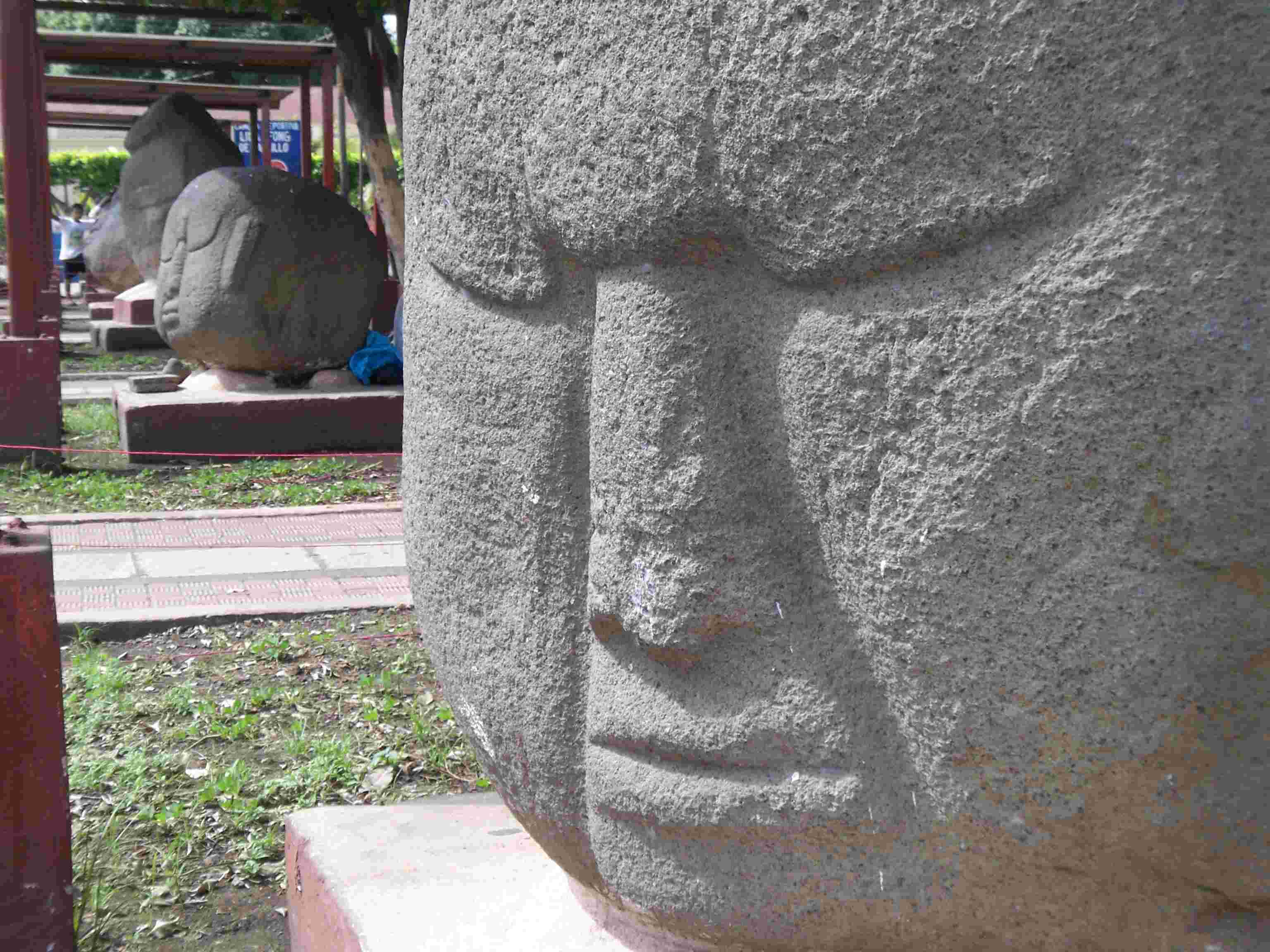
Barrigones sculpture

Незалежність Гватемали від Іспанії отримана в 1821; кілька путчів з 1954 призвели до напруженості в країні; після перевороту 1983 була проведена амністія і прийнята нова конституція.

## Давні часи
Перші поселення на території сучасної Гватемали виникли у період археологічної культури Кловіс (11-10-ті тисячоліття до нашої ери). Предки індіанців мая з'явилися на території Гватемали не пізніше середини 3-го тис. до н. е.. З середини 2-го тис. до н. е. до 2-го ст. н. е. тривав архаїчний період історії мая. У цей час мая перейшли до землеробського способу життя. Виникла розвинута кераміка у стилях «окос», «квадрос», «пуррон», «чаркас», «мамом». Близько 300 р. до н. е. — близько 150 р. н. е. — пізньоархаїчний період, коли розпочалося масове будівництво міст-держав мая з великими кам'яними храмами-пірамідами та виникла єрогліфічна писемність мая. У 2-му — 9-му століттях н. е. — Розквіт культури мая (класичний період), потім настав період занепаду.

## Колоніальний період
У 1523 році почалася колонізація країни іспанцями (під проводом Педро де Альварадо). До 1525 індіанці були завойовані. Найбільший опір іспанцям зробило плем'я кіче, досі залишається найбільшим індійським племенем Гватемали.
Іспанці з середини 16-го століття почали створювати плантації і видобувати золото і срібло. Однак господарське освоєння Гватемали було досить слабким. На експорт поставлялися практично тільки барвники — з індиго і з комах кошеніль. 1564 року було створено генерал-капітанство Гватемала.
Ввезення негрів-рабів до Гватемали був незначний. Практично всі негри розчинилися серед місцевого населення.
До 1773 а столицею вважався місто Антигуа, поки воно не було зруйноване землетрусом. Столицю перенесли в сучасне місто Гватемала.

## Період незалежності

### 19 століття
На початку XIX століття почалися війни за незалежність в іспанських колоніях Америки. 15 вересня 1821 була проголошена незалежність Гватемали. Незабаром була створена федерація країн Центральної Америки. Її першим президентом був Мануель Хосе Арсе. Він провів ряд реформ — освіти, про свободу релігії; також заохочувалися іноземні інвестиції. 1837 року почалося селянське повстання. Президент не зміг його придушити і пішов у відставку. 1838 року центральноамериканська федерація розпалася.

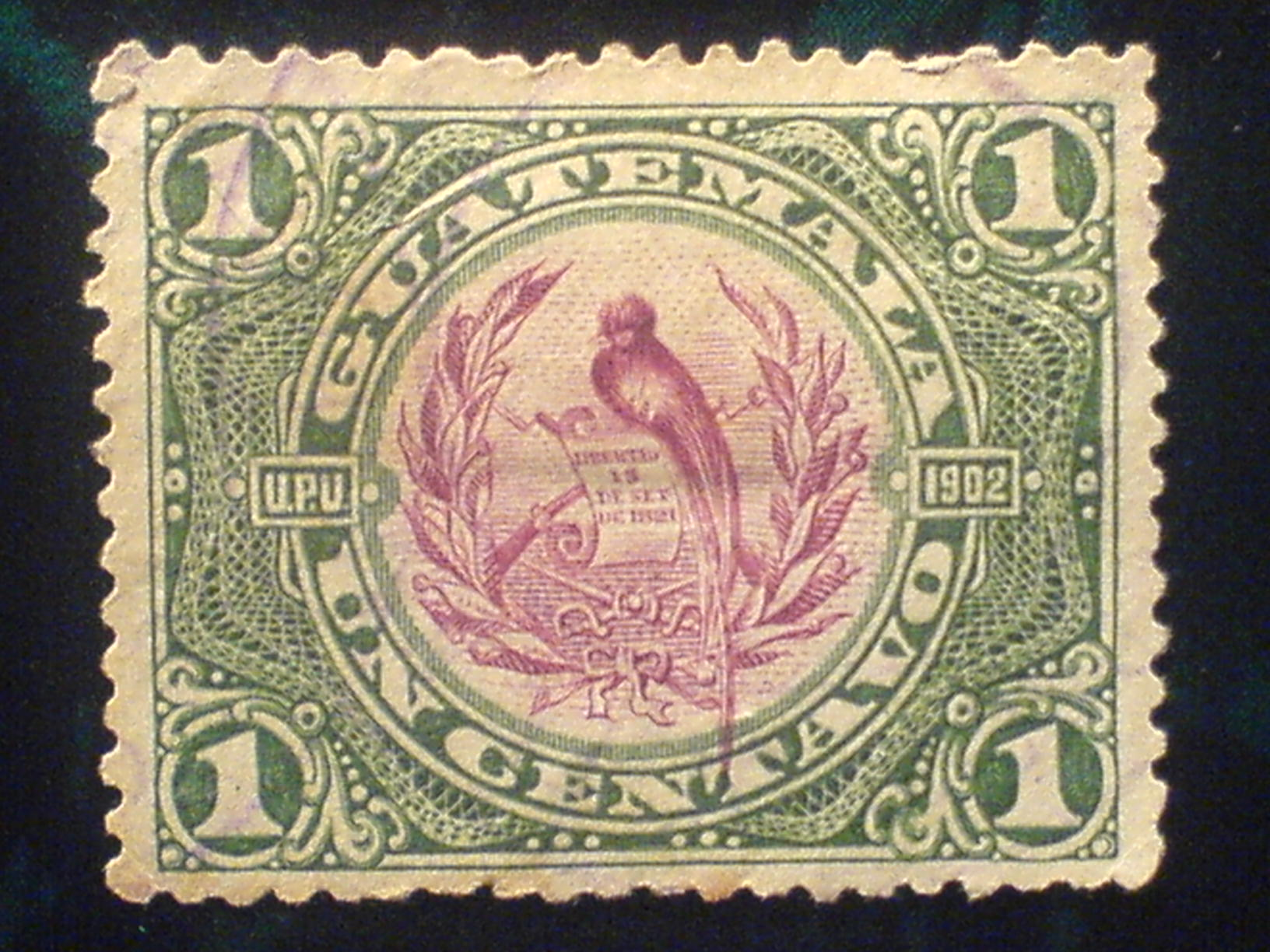
Старовинна поштова марка республіки Гватемала (1902)

У 1839-40 роках у Гватемалі йшла громадянська війна між лібералами і консерваторами, у результаті з 1840 року країною став керувати консерватор, селянин Рафаель Каррера, президент Гватемали з 1844 з 1865 (аж до своєї смерті).
З початку 1860-х років переселенці з Німеччини почали культивувати в Гватемалі плантації кавових дерев, в результаті кава стала найважливішим експортним товаром Гватемали.
У 1871 році ліберали зробили державний переворот у Гватемалі, і президентом став генерал Руфіно Баррільос. Він вигнав з Гватемали монаші ордени, конфіскував їхнє майно, а також майно найбільших консерваторів. При ньому почалися будівництво залізниць і здійснено ряд заходів для розвитку сільського господарства і поширення грамотності населення. У той же час Баррільос прагнув знову створити єдину державу Центральної Америки. Після невдачі мирних переговорів з сусідніми країнами, Баррільос вирішив силою організувати федерацію, але в битві проти армії Сальвадору в 1885 у був убитий.
1898 року президентом став консерватор Мануель Кабрера, що надав американцям, зокрема, компанії «Юнайтед Фрут», ряд родючих земель, на яких компанія створила великі плантації бананів, що стали другим після кави експортним товаром Гватемали.

### 20 століття
Компанія «Юнайтед Фрут» на початку XX століття а істотно розширила гватемальський порт Пуерто-Барріос на атлантичному узбережжі країни. Потім вона стала розширювати порти Гватемали на тихоокеанському узбережжі.
Після повалення Кабрери лібералами (у 1920 році) була сутичка за владу, в якій в 1931 у переміг генерал Хорхе Убіко. Він надав компанії «Юнайтед Фрут» нові землі, причому абсолютно безкоштовно, і тому користувався підтримкою США. У короткий час він став диктатором.
У 1930-і роки найбільшим після США зовнішньоторговельним партнером Гватемали стала Німеччина — третина обсягу експорту та імпорту Гватемали. Проте в грудні 1941 Гватемала була змушена слідом за США оголосити війну країнам «осі» — Німеччини, Італії та Японії. У військових діях Гватемала не брала участі, тільки припинила торгівлю з цими країнами.
У липні 1944 відбувся виступ молодших армійських офіцерів, студентів та вчителів проти диктатури Убіко. Прагнучи зберегти за собою важелі влади, той передав пост президента генералу Понсе. Однак у жовтні 1944 року він був скинутий в результаті державного перевороту під керівництвом майора Арани і капітана Арбенса. У ході перевороту було вбито близько ста людей. Країною почала правити військова хунта. Потім були проведені вибори, і президентом Гватемали став письменник Хосе Аревало, який повів більш незалежну від США політику, зокрема, встановив дипломатичні відносини з СРСР. Сам Аревало називав себе «християнським соціалістом».
У 1951 році на виборах переміг що став вже полковником Хакобо Арбенс, вигравши їх у проамериканського кандидата Ідігораса Фуентеса. Арбенс повів себе ще більш радикально — відмовився послати контингент до Кореї і націоналізував землі компанії «Юнайтед Фрут», виплативши їй компенсацію в мільйон доларів, хоча Убіко віддав ці землі зовсім безкоштовно, а компанія вимагала 16 мільйонів. Економічний тиск на Арбенса не допомогло, і «Юнайтед Фрут» стала шукати підтримку у вищих ешелонах влади США. І знайшла — у братів Даллес, один з яких — Аллен — працював директором ЦРУ, а інший — Джон Фостер — був держсекретарем. Їх підтримав і президент Ейзенхауер — він вважав, що Арбенс налаштований прорадянськи і йде до комунізму. Тим часом у Гватемалі дійсно зріс вплив робітничих та соціалістичних рухів і партій. У 1954 році відбувся установчий з'їзд гватемальської партії праці, генеральним секретарем якої став Бернардо Альварадо Монсон.
У червні 1954 Арбенс був скинутий в результаті Операції PBSUCCESS. Президентом став полковник Кастільйо Армас, який повернув землі «Юнайтед Фрут» і переорієнтувався на США. У 1957 році він був убитий. Незабаром президентом став Ідігорас Фуентес, за якого в країні почалася громадянська війна.
Почалася вона після того, як у листопаді 1960 року було придушене збройне повстання молодших армійських офіцерів, які пішли партизанити в гори. У 1963 році Ідігорас був повалений полковником Перальта Асурдіа, який правив в країні до 1966 року. Після цього президентом став Мендес Монтенегро, який почав справжню війну армії проти партизанів, при цьому знищувалися цілі села, які підтримували партизанів. Більшість партій і рухів були оголошені «поза законом». Активісти їх або були вбиті, або змушені були перейти на нелегальне становище.
У 1970 році президентом був обраний Арана Осоріо. При ньому репресії проти інакомислячих досягли свого піку. Так, наприклад, 26 вересня 1972 був страчений лідер гватемальських комуністів Бернардо Альварадо Монсон.
У 1974 президентом був обраний Лаугеруд Гарсія.
У 1976 році столиця була зруйнована сильним землетрусом. Партизани провели декілька масштабних військових операцій. Армія відповіла масовими репресіями.
Наступні президенти — Лукас Гарсія та Ріос Монтт ще більше посилили репресії. Монтт прийшов до влади в 1982 році. На час правління Монтта (1982–1983) припадає третина відомих вбивств за час громадянської війни, в яких велика частка провини також на совісті партизанів. У 1983 році Монтт був скинутий, до влади прийшов Оскар Мехіа Вікторес. При ньому з країни багато гватемальців виїхало в сусідні країни.
Вінісіо Сересо почав пом'якшення репресій. У 1991 році до влади прийшов Серрано, при якому знову масово порушувалися права людини.
У 1992 році Нобелівська премія миру була присвоєна індіанської активістці Рігоберто Менчу, яка виступала з відкритим осудом гватемальської диктатури. У тому ж році почалися переговори з партизанськими угрупованнями, 29 грудня 1996 року уряд Альваро Арсу підписав мирну угоду з партизанами, проте ні колишні військові правителі, ні партизани до відповідальності притягнуто досі не були.

### 21 століття
Після багатьох років правління диктаторів, які не проводили виборів і громадянських воєн у Гватемалі нарешті настав мир, проте стан охорони здоров'я й освіти украй незадовільний. Наприклад, 39 % дорослих жінок не вміють ні читати, ні писати.
З 2004 року президентом країни був Оскар Бергер з партії Великий Національний Альянс.
9 вересня 2007 рік був проведений перший раунд чергових президентських виборів, перемогу в яких здобули бізнесмен Альваро Колом з ліво-центристської партії Національний Союз Надії і колишній генерал гватемальської армії Отто Перес Моліна з право-центристської Патріотичної Партії. Другий раунд виборів відбувся 4 листопада 2007. Перемогу отримав Альваро Колом. 14 січня 2008 Альваро Колом офіційно вступив на посаду президента Гватемали.